# 彩夢芭蕾其他人物列表
以下為《彩夢芭蕾》動畫所登場的配角人物一覽，輔助認識錯綜複雜的劇情。
登場人物的台灣ANIMAX譯名因為播映年代有段時間，加上現在未有重播，無確切譯名的留空白。登場人物的日文名引用每集片尾曲角色名單和《プリンセスチュチュアニメ公式ガイドブック》2本公式。香港翡翠台譯名需要熟知香港版本的觀眾補上。)

## 卵之章

### 動物

#### 金冠學園
- 食蟻獸小美（アリクイ美(Anteaterina)，港譯：食蟻獸美，台譯：？；配音員：神田朱未，香港：沈小蘭 ）
第2話登場，芭蕾舞學院學生。仰慕露羽，卻被露羽否定能力，沮喪之際，挫折之心趁虛佔據。
  - 相關曲：《天鵝湖》終曲、《展覽會之畫》窮富猶太人

- 盲眼鋼琴師企鵝（盲目のピアニスト[1]／ピアニスト　ペンギン[2]，港譯：？，台譯：？）
第4話登場，小鴨干擾高級班練習，被罰獨自練習基本動作，企鵝主動替她伴奏。

- 吉娃娃男學生 （チワワ男[2][3]，港譯：？，台譯：？；配音員：下浦啟明）
第7話登場。與2名男同學嘲笑缪特與華亞莫名缺席一週。

- 蜥蜴男學生（イグアナ太[1][2]，港譯：？，台譯：？）
第8話登場。芭蕾舞學院學生。場景為小鴨剛塞信到缪特的櫃子後。

- 山羊子老師（山羊子先生[1]，港譯：山羊子老師，台譯：？）
第9話登場。愛慕貓老師，故意做出會被貓老師處罰結婚的事。
  - 相關曲：《費加洛婚禮》結婚進行曲

- 鱷魚女學生（ワニ子[2]，港譯：？，台譯：？；配音員：木下紗華，香港：沈小蘭 ）
第10話登場。上芭蕾舞課時，跟貓老師說聞到鴨子的味道。

#### 金冠鎮
- 宅配業者獾先生（宅配便の業者　アナグマ[2]，港譯：？，台譯：？；配音員：？）
第3話登場。小鴨聽見伊蝶爾的音樂聲，東張西望卻沒發現，宅配業者獾先生開車過去，伊蝶爾憑空出現。

- 火之祭典的優勝者：山魈（火祭りの優勝者　マンドリル[2]，港譯：？，台譯：？））
第5話登場。場景為露羽離開前看著山魈獲得金蘋果。

- 馬來熊女士（マレー熊子さん[1]／宝石を賣りに来る娘 マレーグマ[2]，港譯：？，台譯：？；配音員：香港：沈小蘭 ）
第11話登場。要求伊蝶爾收下愛之寶石。

#### 金冠鎮外的人
- 電鰻團長（団長[1]／バレエ団団長　電気ウナギ[2]，港譯：？，台譯：？）
第6話登場，巡迴演出的エレキ座（Eleki）芭蕾舞劇團的進城後，被故事設定為團長，卻不時斷電，造成劇團困擾。

### 人類／幽靈

#### 金冠學園
- 2名男學生（男子生徒[3]，配音員：福山潤、竹內健）
第7話登場。與吉娃娃同學嘲笑缪特與華亞莫名缺席一週。

- 瑪蓮（まれん(Malen)，港譯：瑪玲，台譯：瑪蓮，配音員：葉月絵理乃，香港：曾秀清 ）
第9話登場，美術學院學生。因被迷戀之心佔據，始終只能以露羽為作畫對象。
  - 名字源自德文「malen」，為繪畫之意。
相關曲：《展覽會之畫》古堡

- 女學生（女の子[3]，配音員：小林美佐，香港：袁淑珍 ）
第9話登場。下課時，與露羽道別的同學們。

#### 金冠鎮
- 餐廳老闆娘艾比娜（えびね(Ebine)，港譯：哈比根，台譯：？；配音員：石塚理惠，香港：陳凱婷 ）
第3話登場。因為失去丈夫(Omoto)，太寂寞導致寂寞之心趁虛佔據。
  - 相關曲：《睡美人》情景

- 少女薇麗（ヴィリの乙女[3](Wili Maiden)，港譯：薇麗，台譯：？；配音員：朴璐美，香港：陳凱婷 ）
第4話登場，為吉賽爾的薇麗Wili（幽靈新娘）。因生前無法完婚，死後被悲傷之心佔據。
  - 其創作原型為芭蕾舞劇《吉賽爾》中的亡靈。
相關曲：《吉賽爾》布拉里昂的出場、薇莉們的賦格(Act.II No.23, 24 Entree d'Hilarion, scene et fugue des Wilis - Grand pas de deux)

- 薇麗（ヴィリ(Wili)，港譯：薇麗，台譯：？）
第4話登場。其他薇麗。
  - 其創作原型為芭蕾舞劇《吉賽爾》中的亡靈。

- 葬禮隊伍的人（葬式列席者[3]，港譯：？，台譯：？；配音員：間島淳司）
第4話登場。場景為小鴨與露羽尋找缪特時，看到缪特與一群葬禮隊伍的人走，卻莫名消失在路的盡頭。

- 檯燈精靈（ランプの精[3](Lamp Spirit)，港譯：油燈精靈，台譯：？；配音員：澤城美雪，香港：陳凱婷 ）
第5話登場。因被人們遺忘已久，渴望被在乎，導致慈愛之心佔據。
  - 相關曲：《展覽會之畫》地下墓穴

- 2個金冠鎮居民（町の男たち[3]，港譯：？，台譯：？；配音員：加藤木賢志、藤原泰浩）
第5話登場。場景為籌備火之祭典時。

- 三位金冠鎮居民（町の人A、町の人B、町の人C[3]，港譯：？，台譯：？；配音員：小林美佐、間島淳司、今井麻美，香港：盧素娟 、雷霆、鄭麗麗 ）
第6話登場。圍觀劇團海報群眾中有說話的人。

- 書店店主（店主[3]，港譯：書店老闆，台譯：？；配音員：佐佐木健，香港：黃子敬 ）
第9話登場。。場景為華亞去借《王子與大烏鴉奮戰記》。

- 小時候的華亞（ふぁきあ（幼少時代）[3]，港譯：法基亞（童年），台譯：？；配音員：大津田裕美，香港：黃麗芳 ）
第10話登場。場景為華亞在卡隆的古董店，回憶小時候與缪特在一起的日子。

- 卡隆（カロン(Karon)，港譯：卡隆，台譯：卡隆；配音員：麦人，香港：張炳強 ）
第10話登場。 華亞的養父Charon，經營古董店。他害怕告訴華亞的故事《王子與大烏鴉奮戰記》會害到華亞，遲遲不敢放手讓華亞去當騎士，因此，吸引猶豫之心。後來經過芭蕾舞公主千千的引領之舞，終於將無戰不勝的羅恩格林之劍交給他。
  - 名字推測是源於希臘神話中的冥界之河的渡者卡戎。
相關曲：《胡桃鉗》阿拉伯之舞

#### 金冠鎮外的人
- 寶拉蒙妮（パウラモニ(Paulamoni)，港譯：芭拉夢妮，台譯：？；配音員：勝生真沙子，香港：黃麗芳 ）
第6話登場，巡迴演出的エレキ座（Eleki）芭蕾舞劇團的當家。因害怕失敗，引來害怕之心徘徊她身邊。
  - 相關曲：《睡美人》華爾滋

- 保羅（パウロ(Paulo)，港譯：巴洛，台譯：？；配音員：私市淳，香港：李錦綸 ）
第6話登場，芭蕾舞劇團負責人。以パウラモニ為中心，替她量身打照完美的戲劇。

## 雛之章

### 動物

#### 金冠學園
- 5隻狐獴（ミーアキャット郎[3][4]，港譯：？，台譯：？；配音員：小林美佐、大黑優美子、水島大宙、升望、伊丸岡篤，香港：林丹鳳、袁淑珍、黃麗芳、盧素娟、沈小蘭 ）
第14話登場，金冠學園學生。小鴨尋找缪特與華亞的去向時，詢問的對象。
（伊丸岡篤、升望、水島大宙配音的狐獴會在出現在第15話小鴨的回憶）

- 犰狳二郎（アルマ二郎[3][4]。港譯：犰狳二郎，台譯：？；配音員：岡崎雅紘，香港：馮錦堂）
第15話登場，芭蕾舞學院學生。他出來洗毛巾、擦汗時，差點撞見小鴨變身。

- 樹懶代（マケモノ代[4]，港譯：？，台譯：？）
第16話登場，芭蕾舞學院學生。愛慕貓老師而參加比賽，想獲得亞軍與貓老師結婚，她的出場方式大獲評審好評。

- 小鳥陰子（イン子[3][4]，港譯：？，台譯：？；配音員：升望，香港：雷碧娜）
第17話登場，金冠學園學生。與河馬同學閃避輝謬。她們在吃冰淇淋時，八卦小鴨與輝謬是絕配。

- 小鳥陽子（ヤン子[3][4]，港譯：？，台譯：？；配音員：富坂晶，香港：劉惠雲）
第17話登場，金冠學園學生。與河馬同學閃避輝謬。她們在吃冰淇淋時，八卦小鴨與輝謬是絕配。

- 河馬真澄（ヒポポタ真澄[4]，港譯：？，台譯：？）
第17話登場，金冠學園學生。與小鳥同學閃避輝謬。她們在吃冰淇淋時，八卦小鴨與輝謬是絕配的對話被鵪鶉聽到。

- 紅尾蚺代（ボア代[3][4]，港譯：？，台譯：？；配音員：利田優子，香港：黃鳳英）
第18話登場，戲劇同好會的學生。整理房間時，發現幽靈騎士的劇本。小鴨主動幫她上街買東西。

- 土豚同學（ツチブタンヌ[3][4]，港譯：？，台譯：？；配音員：谷井明日香，香港：陳凱婷）
第19話登場。，金冠學園學生。發現缪特選赫米雅為女主角，悲痛地挖土。

- 土豚娜（ツチブターナ[3][4]，港譯：？，台譯：？；配音員：的井香織，香港：黃麗芳）
第19話登場。，金冠學園學生。發現缪特選赫米雅為女主角，悲痛地挖土。

- 鴕鳥同學（ダチョロワ[3][4]，港譯：？，台譯：？；配音員：多田桂子，香港：劉惠雲）
第20話登場，金冠學園學生。害怕缪特跳的舞而逃離。

- 馬面蝙蝠同學（ウマズラコーモリノ助[3][4]，港譯：？，台譯：？；配音員：高城元氣，香港：陳凱婷）
第21話登場。金冠學園學生。華亞借5本書時，告訴他阿歐德要他看的書，同時發現阿歐德之前也借過這5本。

#### 金冠鎮
- 喵辛斯基（ニャジンスキー[4](Nyadzinsky)，港譯：？，台譯：？）
第14話登場，貓老師學生時代（1歲3個月大）的傳奇芭蕾舞伶。曾送給貓老師一雙舞鞋，貓老師視為寶物。

- 恐鳥（モアユッキー[4]，港譯：？，台譯：？）
第24話登場 。走在街上被暴衝的鴉化缪特嚇到。

#### 金冠鎮外的人
- 莎夏犀牛媽媽（サイーシャ[3](Saisa)港譯：？，台譯：？；配音員：まるおみか，香港：陳凱婷）
第22話登場。場景為當小鴨打不開城門，正要離去時，發現有隻犀牛與2個小孩「穿越」城門。

### 人類／幽靈

#### 金冠學園
- 女孩們（少女[3]，港譯：？，台譯：？；配音員：木下紗華、小林美佐、高谷麻美，香港：黃麗芳、曾秀清、?）
第15話登場。認定華亞把缪特推下樓，議論紛紛，認為缪特是個無辜的好人。

- 芙蕾雅（ふれいあ(Freya)，港譯：芙莉亞，台譯：芙蕾雅；配音員：能登麻美子，香港：沈小蘭 ）
第16話登場,為芭蕾舞學院學生。愛花的少女，心差點被缪特奪走，是第二名受害者。
  - 名字源自北歐神話中的女神弗蕾亞。
相關曲：《少女的祈禱》、《仙女》、《白日夢》Op.22 No.3

- 5個女學生（女子生徒[3]，港譯：？，台譯：？；配音員：木下紗華、小林美佐、安田美和、大黑優美子，香港：盧素娟、黃麗芳、袁淑珍、沈小蘭、曾秀清）
第16話登場。競爭成為缪特舞伴的學生。

- 女子生徒（港譯：？，台譯：？）
第16話登場，其他爭相成為缪特舞伴的女學生們。

- 評審（審判[3]，港譯：？，台譯：？；配音員：佐藤晴男、飯島肇、?，香港：黃子敬、林國雄、盧素娟）
第16話登場。3名評審，2男1女。裁判誰可以當缪特的舞伴。

- 學生（生徒[3]，港譯：？，台譯：？；配音員：上田陽司）
第16話登場。

- 輝謬（ふえみお(Femio)，港譯：？，台譯：輝謬；配音員：パパイヤ鈴木，香港：梁偉德 ，台灣：魏伯勤 ）
第17話登場。芭蕾舞學院初階班學生。自以為是王子，總為不知如何愛眾人而煩惱。克雷爾公主曾試圖奪取其心臟卻失敗。
  - 相關曲：《牧神的午後前奏曲》、《卡門》阿拉貢舞曲

- 輝謬的管家蒙坦（モンタン(Montan)，港譯：？，台譯：？；配音員：中嶋聡彥，香港：黃子敬 ）
第17話登場。總是牽著一條牛、準備好玫瑰、陪小主人輝謬到處散播愛。

- 戲劇同好會學生（演劇部員[3]，港譯：？，台譯：？；配音員：小林美佐、松本美和、櫻川朝恵，香港： 劉惠雲、雷碧娜、陳凱婷 ）
第18話登場。原本想找缪特演戲，小鴨因怕缪特可能奪走她們的心臟，而推薦華亞。

- 赫米雅（ハーミア(Hermia)，港譯：哈美亞，台譯：？；配音員：半場友惠，香港：劉惠雲 ）
第19話登場。芭蕾舞學院的學生。有著想將大家的感覺傳達出的理想，而扮成驢子波特姆(Bottom)、負責傳情書，卻不敢向雕刻學院的學生萊桑德告白。心差點被黑缪特奪走。
  - 名字源自於莎士比亞的戲劇《仲夏夜之夢》，其假扮的驢子波特姆也是源自於《仲夏夜之夢》。

- 萊桑德（ライサンダー(Lysander)，港譯：拉森特，台譯：？；配音員：朝倉榮介，香港：梁偉德 ）
第19話登場。為雕刻學院的學生。暗戀赫米雅，卻因生性害羞，遲遲未向赫米雅告白。
  - 名字源自於莎士比亞的戲劇《仲夏夜之夢》。

- 2名女學生（女子学生A、女子学生B[3]，港譯：？，台譯：？；配音員：安田美和、大黑優美子，香港：陳凱婷、黃麗芳 ）
第20話登場。害怕缪特跳的舞而逃離。

- 克拉拉（クララ(Clara)，港譯：？，台譯：？；配音員：小林美佐）
第21話登場。領足尖鞋的女學生。
  - 與芭蕾舞劇《胡桃鉗》女主角同名。

- 瑪莉（マリー(Marie)，港譯：？，台譯：？；配音員：小林美佐）
第21話登場。領足尖鞋的女學生。
  - 與童話故事《胡桃鉗與老鼠王》女主角同名。

#### 金冠鎮
- 蕾潔兒（レーツェル(Raetsel)，港譯：莉珍兒，台譯：蕾潔兒；配音員：吉田小百合，香港：陳凱婷 ）
第20話登場。對華亞而言是如同姊姊與母親的存在，被小比與莉莉誤以為是華亞年長的戀人。即將成婚，卻因自己同時愛上兩個人而陷入痛苦，一個是她愛的人；另一個則是愛她並向她求婚的男人。心差點被缪特奪走。
  - 名字可能源自於德文「Rätsel」，為謎語、迷宮或問題之意。
相關曲：《阿萊城的姑娘》

- 卡隆（カロン(Karon)，港譯：卡隆，台譯：卡隆；配音員：麦人，香港：張炳強 ）
第10、20話登場。華的養父，經營古董店。用伊蝶爾的殘骸製成有心人偶鵪鶉，並讓鵪鶉住在他家。總是將蕾潔兒當小孩看。
  - 名字推測是源於希臘神話中的冥界之河的渡者卡戎。

- 花店店員（店員[3]，港譯：？，台譯：？；配音員：大黑優美子）
第20話登場。場景為蕾潔兒與華亞在花店買花。

- 華亞的父母（ふぁきあの両親，港譯：？，台譯：？）
第20話登場。為保護華亞免受烏鴉攻擊而去世。

- 華亞的親戚（ふぁきあの親戚，港譯：？，台譯：？）
第20話登場。場景為華亞家遭烏鴉們攻擊後的房間門口。

- 橡樹的聲音（樫の木の声[3]，港譯：？，台譯：？；配音員：池田昌子，香港：陳凱婷 ）
第21話登場。橡樹吞噬華亞時，對華亞說話。
  - 相關曲：《無言歌》Op.38 no.3

- 露羽的母親（るうの母[3]，港譯：？，台譯：？；配音員：大黑優美子）
第23話登場。發現自己的女兒被烏鴉偷走。

- 露羽的父親（るうの父[3]，港譯：？，台譯：？；配音員：河本邦弘，香港：陳曙光）
第23話登場。發現自己的女兒被烏鴉偷走。

- 2個鎮民（男性[3]，港譯：？，台譯：？；配音員：中村悠一、田中秀樹）
第23話登場。場景為嬰兒時的露羽被烏鴉綁架後，幫助露羽的雙親尋找露羽。

- 小時候的露羽（るう（幼少時代），港譯：露依(童年)，台譯：？；配音員：水樹奈奈，香港：黃麗芳）
第23～24話登場。與王子的第一次邂逅是在戰士之泉前，回憶小時候與王子共處的時光。

- 小時候的華亞（幼いふぁきあ[3]，港譯：法基亞(童年)，台譯：？；配音員：大津田裕美，香港：林丹鳳）
第24話登場。場景為年幼的露羽拐走缪特，讓小華亞找不到缪特。

- 古書店店主（古書店主[3]，港譯：？，台譯：？；配音員：佐佐木健，香港：招世亮 ）
第9、21～23、26話登場，真實身分是故事外的人，任務是防止有人濫用故事成真的能力影響現實。
  - 相關曲：《高加索素描》村莊中(In the Village)

- 屠書者（図書の者[3]，港譯：？，台譯：？；配音員：佐藤晴男、飯島肇、吉田浩二，香港：潘文柏、黃子敬、招世亮）
第21～23話登場。負責執行砍下有能力把故事成真的作家的手。
  - 相關曲：《高加索素描》村莊中(In the Village)

- 變成烏鴉的人們（カラスの人々[3]，港譯：？，台譯：？；配音員：小林美佐、大黑優美子、升望）
第25、26話登場。淋到烏鴉血的人，皆變成烏鴉，被大烏鴉控制，欲奪取王子的心臟。
（包括過去出現過的主要配角）

#### 金冠鎮外的人
- 幽靈騎士的戀人（騎士の戀人[3]，港譯：？，台譯：？；配音員：菊池志穗，香港：黃鳳英）
第18話登場。她勸說騎士捨劍，只因為不想再看到他受傷。但騎士因為她是敵國派來的間諜，為了表示對國的忠誠，而痛下殺手。

- 幽靈騎士（幽靈騎士(Ghost Knight)，港譯：？，台譯：？）
第18話登場。騎士因為戀人是敵國派來的間諜，為了表示對國的忠誠，而痛下殺手。戰後卻被祖國通緝而變得因不知該保護誰、該抵抗誰，死後，仍徘徊在世間，導致驕傲之心佔據。
  - 相關曲：《艾格蒙特序曲》

- 漢斯（婚約者ハンス，港譯：？，台譯：？；配音員：？）
第20話登場。蕾潔兒的未婚夫，深愛著蕾潔兒。

- 2個穿越城門的小孩（子供たち[3]，港譯：？，台譯：？；配音員：安田美和、杉本優，香港：林元春、黃麗芳）
第22話登場。場景為當小鴨打不開城門，正要離去時，發現有隻犀牛與2個小孩「穿越」城門。